# Jaani Peuhu
Jaani Peuhu (nascido em 17 de agosto de 1978) é um músico, produtor e compositor finlandês. Ele é o fundador e vocalista da banda finlandesa Iconcrash e atualmente trabalha no lançamento de seu primeiro álbum solo. No momento, ele reside em Helsinque, Finlândia.

## Primeiros anos
Peuhu nasceu na cidade de  Anjalankoski, Finlândia, filho do músico de Jazz: Kari Peuhu e da fotográfa Heli Ahoniitty.Aos 07 anos de idade, ele iniciou a sua carreira tocando piano e, um ano depois, aprendeu a tocar bateria. Já aos 13 anos, ele formou a sua primeira banda: Chaoslord. O primeiro show de sua carreira, aconteceu em Ruovesi, Finlândia, no ano seguinte, aos 14 anos de idade.
Peuhu tocou bateria em diversas bandas, entre elas: Scarlet Youth, Varjo, Deadbabes, Myyt, Mary-Ann,Billy-Goats, Jalankulkuämpäri, Kinetic e Vuk.
Jaani iniciou a sua carreira independente em 2004, quando produziu o seu primeiro álbum como cantor/compositor sob o nome de Iconcrash. Jaani também trabalhou em estúdio como produtor e músico convidado nos projetos de: Before the Dawn, Swallow The Sun, To/Die/For, Thunderstone, Wiidakko e Anna Eriksson.
E desde o primeiro álbum lançado, Nude (2005), Peuhu já fez tours com sua banda no Reino Unido, Finlândia, Rússia, Itália, Países Bálticos e nos Estados Unidos.
Em setembro de 2012, Jaani Peuhu anunciou a sua carreira solo e atualmente trabalha no lançamento dele em Londres e Helsinque.

## Prêmios
Em 2012, "We Are The Night" (Iconcrash) chegou à final do UMK (ESC) e em 2009, Jaani Peuhu co-escreveu a música "10,000 Light Years" para a banda Kwan junto com Pauli Rantasalmi do The Rasmus, e a mesma também chegou à final do Festival Eurovisão da Canção na Finlândia.

## Discografia
Mary-Ann
- 1998 MCD: Deeper Sin

Billy-Goats
- 1999 MCD: All These Fears

Jalankulkuämpäri
- 2002 CDS: TIP
- 2003 CDS: 9E
- 2007 Álbum: Koska Olen Hyvä Rouva

Deadbabes
- 2003 MCD: The Drug

Iconcrash
- 2003 Promo: Happy?
- 2004 Split-EP: Viola loves Iconcrash
- 2005 Álbum: Nude
- 2008 Trilha Sonora: Clive Barker's Midnight Meat Train
- 2008 Mama Trash 2 Compilação
- 2008 Trilha Sonora: Blackout
- 2009 Single: Strange, Strange Dark Star
- 2009 Single: Everlasting
- 2010 Single: Sleeper
- 2010 Álbum: Enochian Devices
- 2011 Single: Delete
- 2011 Single: Stockholm
- 2011 Álbum: Inkeroinen
- 2012 Single: We Are The Night
- 2012 Álbum: Inkeroinen (Edição especial incluindo: We Are The Night)

Viola
- 2004 Split-EP: Viola loves Iconcrash
- 2005 Álbum: Melancholydisco

Ratas
- 2001 MCD: Kuumaa Laavaa
- 2002 MCD: Ilmaa

Luomakunta
- 2002 Álbum: Alta

Before the Dawn
- 2000 Promo: To Desire
- 2001 MCD: Gehenna
- 2002 MCD: My Darkness
- 2003 Álbum: My Darkness
- 2004 Álbum: 4:14 am
- 2005 DVD: The First Chapter

Varjo
- 2000 CDS: Korvaamaton
- 2000 CDS: Maailmanpyörä
- 2000 Álbum: Kuka Korvaa Poistetun Sydämen
- 2001 Download Single: Tänä Kesänä
- 2003 Álbum: Paratiisissa
- 2009 Álbum: Ensinäytös 1997

Thunderstone
- 2009 Álbum: Dirt Metal

Swallow the Sun
- 2006 Álbum: Hope
- 2006 CDS: Don't Fall Asleep

Anna Eriksson
- 2007 Álbum: Ihode
- 2008 Álbum: Annan Vuodet

Scarlet Youth
- 2009 MCD: Breaking The Patterns
- 2010 Álbum: Goodbye Doesn't Mean I'm Gone

Kwan
- 2009 CDS: 10 000 Light Years

Black Sun Aeon
- 2009 MCD: Dirty Black Summer EP
- 2009 Álbum: Darkness Walks Beside Me
- 2010 Álbum: Routa
- 2011 Álbum: Blacklight Deliverance

Rain Diary
- 2010 Single: Lost

Grendel
- 2011 Álbum: Corrupt To The Core

Wiidakko
- 2011 Single: Seis seis seis
- 2011 Single: Odessa
- 2011 Álbum: Wiidakko ( data de lançamento: 30.11.2011)

Hevisaurus
- 2011 Álbum: Räyhällistä Joulua

To/Die/For
- 2011 Álbum: Samsara (data de lançamento: 14.12.2011)

## Ligações Externas
- Iconcrash On MySpace
- Iconcrash: Enochian Devices Blog